# Oecobius beatus
Oecobius beatus är en spindelart som beskrevs av Willis J. Gertsch och Davis 1937. Oecobius beatus ingår i släktet Oecobius och familjen Oecobiidae. Inga underarter finns listade i Catalogue of Life.